# Radecznica
Radecznica – wieś w Polsce położona w województwie lubelskim, w powiecie zamojskim, w gminie Radecznica. Leży w Szczebrzeszyńskim Parku Krajobrazowym, nad Porem. 

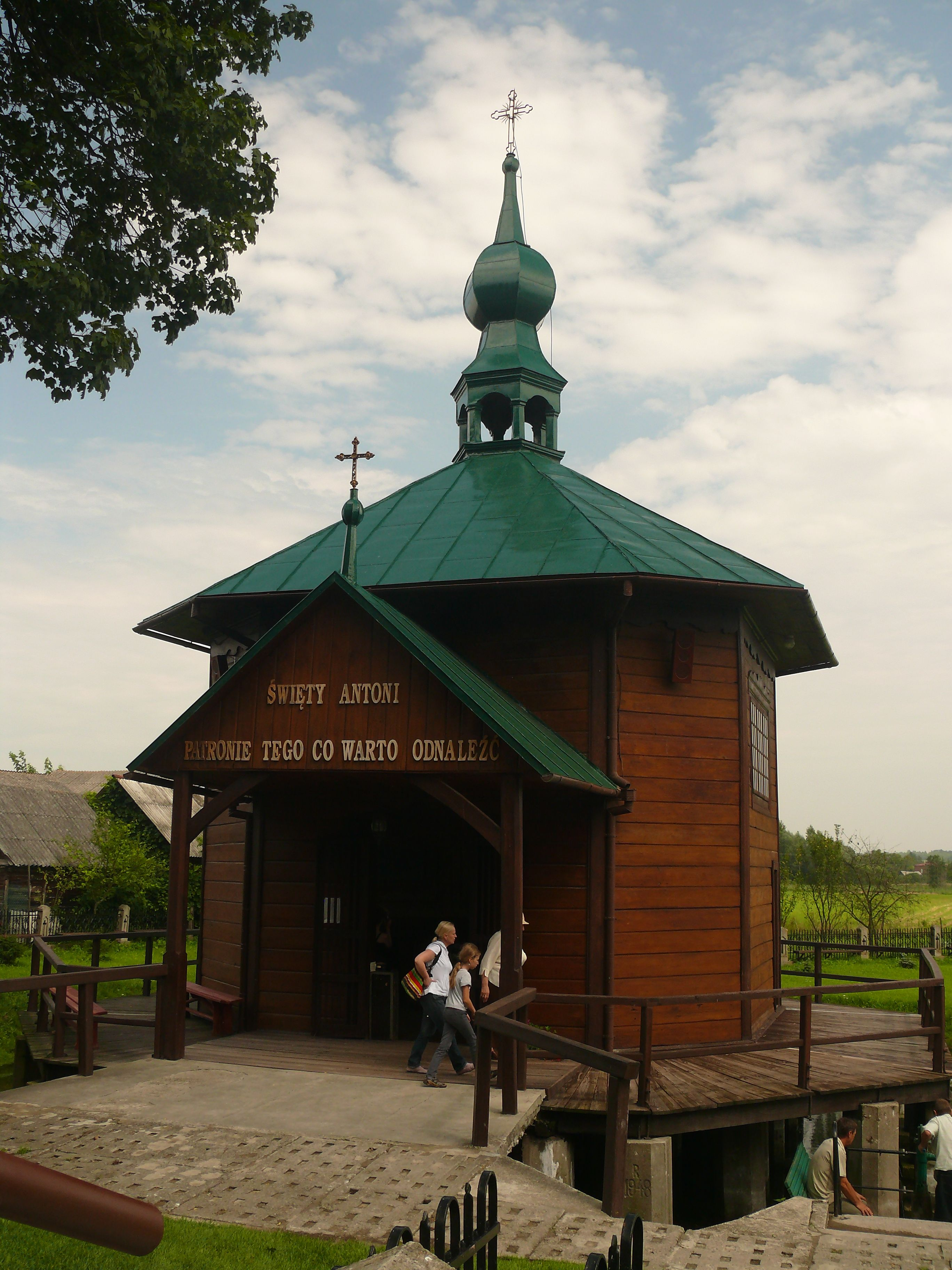
Kaplica „na wodzie”

Wieś jest sołectwem, siedzibą gminy Radecznica. Według Narodowego Spisu Powszechnego z roku 2011 wieś liczyła 903 mieszkańców. 
Wieś jest siedzibą rzymskokatolickiej parafii św. Antoniego Padewskiego.
Znajduje się tutaj barokowa Bazylika św. Antoniego z Padwy oraz klasztor oo. Bernardynów na wzgórzu zwanym Łysą Górą z sanktuarium i miejscem objawień św. Antoniego. Jako cel pielgrzymek wiernych, nazywana jest Częstochową Lubelszczyzny – znajduje się tu m.in. drewniana kaplica „na wodzie” z I poł. XIX wieku. W czasie okupacji była ośrodkiem ruchu oporu. Mieści się tu szpital psychiatryczny.
W latach 1954-1972 wieś była siedzibą gromady Radecznica. W latach 1975–1998 miejscowość położona była w województwie zamojskim.